# 3 października
3 października jest 276. (w latach przestępnych 277.) dniem w kalendarzu gregoriańskim. Do końca roku pozostaje 89 dni.

## Święta
- Imieniny obchodzą: Augustyna, Częstobrona, Cyprian, Ermegarda, Eustachy, Ewald, Ewalda, Gerard, Gerarda, Irmegarda, Kandyda, Maksymian, Romana, Sirosław, Sulibor i Teresa.
- Niemcy – Dzień Jedności Niemiec
- Honduras – Święto Morazan
- Korea Południowa – Święto Utworzenia Państwa
- Wspomnienia i święta w Kościele katolickim[1][2] obchodzą:
  - św. Chrodegang (biskup Metzu)
  - święci: Ewald Biały i Ewald Czarny (bracia; misjonarze i męczennicy z VII wieku)
  - bł. Utto z Metten
  - Transitus – nabożeństwo upamiętniające śmierć św. Franciszka z Asyżu

## Wydarzenia w Polsce
- 1449 – Biskup krakowski kardynał Zbigniew Oleśnicki wraz ze swoim bratem Janem wystawili akt fundacyjny klasztoru paulinów w Pińczowie.
- 1501 – Sejm walny w Piotrkowie wybrał Aleksandra Jagiellończyka na króla Polski.
- 1633 – III wojna polsko-rosyjska: zakończyło się nieudane rosyjskie oblężenie Smoleńska.
- 1654 – IV wojna-polsko-rosyjska: wojska rosyjskie zdobyły Smoleńsk.
- 1655 – Potop szwedzki: zwycięstwo wojsk szwedzkich w bitwie pod Wojniczem.
- 1705 – Dzień przed koronacją na króla Polski Stanisław Leszczyński podpisał pacta conventa.
- 1770 – Konfederacja barska: rozpoczęła się bitwa pod Lackową.
- 1846 – Zakończono budowę Kolei Górnośląskiej łączącej Wrocław z Mysłowicami.
- 1905:
  - W Łodzi odbył się wielotysięczny pogrzeb przemysłowca branży włókienniczej Juliusza Kunitzera, zastrzelonego 30 września w tramwaju przez członków PPS – Adolfa Szulca i Stefana Jędrasa.
  - W Szczecinie została otwarta Biblioteka Miejska (obecnie Książnica Pomorska im. Stanisława Staszica).
- 1914 – I wojna światowa: stoczono bitwę pod Sochaczewem.
- 1922 – Rozpoczęło działalność Gimnazjum im. Adama Mickiewicza w Prużanie (obecnie Białoruś).
- 1926 – Została założona Narodowa Partia Robotnicza-Lewica.
- 1933 – Marszałek Polski Józef Piłsudski został Honorowym Obywatelem Miasta Krakowa.
- 1942 – W niemieckim nazistowskim obozie koncentracyjnym Ravensbrück zostały rozstrzelane cztery polskie działaczki konspiracyjne: siostry Irena (ur. 1918) i Halina (ur. 1922) Poborcówny oraz ich krewne siostry Bronisława (ur. 1922) i Janina (ur. 1915) Cabanówny związane w obozie z Tajną Drużyną Harcerską Mury.
- 1944:
  - 64. dzień powstania warszawskiego: po północy z 2 na 3 października podpisano honorowy akt o kapitulacji powstania warszawskiego.
  - Gen. Leopold Okulicki objął stanowisko Komendanta Głównego Armii Krajowej.
- 1949 – Polskie Radio uruchomiło drugi program ogólnopolski.
- 1958 – Premiera filmu Popiół i diament w reżyserii Andrzeja Wajdy.
- 1973 – Dokonano oblotu szybowca SZD-41 Jantar Standard.
- 1978 – Utworzono Wydział Radia i Telewizji Uniwersytetu Śląskiego w Katowicach (od 2019 jako Szkoła Filmowa im. Krzysztofa Kieślowskiego Uniwersytetu Śląskiego).
- 1979 – 7 górników zginęło wskutek wyrzutu skał w KWK „Nowa Ruda”.
- 1982 – Telewizja Polska wyemitowała premierowy odcinek serialu Jan Serce w reżyserii Radosława Piwowarskiego.
- 1988 – Premiera filmu Klątwa Doliny Węży w reżyserii Marka Piestraka.
- 1994 – Rada Ministrów podjęła decyzję o wysłaniu kontyngentu wojskowego na Haiti.
- 1996 – Wisława Szymborska została ogłoszona laureatką Nagrody Nobla w dziedzinie literatury.
- 1997 – Wystartowała telewizja TVN.
- 2005 – Widoczne było częściowe zaćmienie Słońca.
- 2015 – Dwóch paralotniarzy zginęło w wyniku zderzenia w powietrzu nad Włoszczową[3][4]

## Wydarzenia na świecie
- 42 p.n.e. – Rozpoczęła się 20-dniowa bitwa pod Filippi, w której triumwirowie Marek Antoniusz i Oktawian August zwyciężyli armię republikańską na czele z przywódcami spisku przeciw Cezarowi – Brutusem i Kasjuszem.
- 382 – Cesarz rzymski Teodozjusz I Wielki zawarł traktat pokojowy z Gotami, pozwalając im osiedlić się na Bałkanach jako sojusznikom (federaci).
- 1078 – W bitwie pod Czernihowem ze zbuntowanymi bratankami Olegiem Michałem i Borysem Wiaczesławowicem zginął wielki książę kijowski Izjasław I.
- 1157 – Albrecht Niedźwiedź utworzył Marchię Brandenburską.
- 1283:
  - Król Piotr III Wielki wydał przywileje dla rycerstwa aragońskiego Privilegio General.
  - W Shrewsbury został stracony przez Anglików za nielojalność niezależny książę Walii Dafydd III ab Gruffydd.
- 1357 – W Berwick podpisano traktat pokojowy kończący wojnę króla Anglii Edwarda III ze Szkocją.
- 1527 – Koło Przylądka Świętego Wincentego w południowej Portugalii został osaczony i zatopiony przez 6 baskijskich galeonów okręt francuskiego korsarza Jeana Fleury’ego, który dostał się do niewoli, a następnie został ścięty na rozkaz cesarza Karola V Habsburga.
- 1569 – Wojny religijne hugenockie: zwycięstwo katolików nad hugenotami w bitwie pod Moncotour.
- 1574 – Wojna osiemdziesięcioletnia: wojska hiszpańskie zakończyły nieudane oblężenie Lejdy.
- 1691 – W Limerick podpisano układ pokojowy kończący wojnę irlandzką.
- 1735 – Wojna o sukcesję polską: Francja i Austria podpisały w Wiedniu preliminaria pokojowe.
- 1756 – Zmarła ostatnia osoba znająca język połabski, który był używany na lewym brzegu Łaby w okolicach miast Wustrow, Lüchow i Dannenberg.
- 1762 – Katarzyna II Wielka została koronowana na cesarzową Rosji (22 września według kalendarza juliańskiego)
- 1813 – VI koalicja antyfrancuska: zwycięstwo wojsk pruskich nad napoleońskimi w bitwie pod Wartenbergiem.
- 1815 – We Francji spadł pochodzący z Marsa meteoryt Chassigny.
- 1823 – Francuskie wojska interwencyjne zdobyły Kadyks, gdzie schronili się członkowie rządu i Kortezów, co zakończyło tzw. trzylecie liberalne w Hiszpanii.
- 1836 – Powstanie Farrapos w Brazylii: rozpoczęła się bitwa na wyspie Fanfa.
- 1839 – Otwarto pierwszą linię kolejową we Włoszech (Neapol-Portici).
- 1849 – 4 dni przed śmiercią poeta i nowelista Edgar Allan Poe został znaleziony na ulicy w Baltimore w stanie delirium.
- 1861 – Wojna secesyjna: nierozstrzygnięta bitwa nad Greenbrier River.
- 1866:
  - Amerykański statek pasażerski „Evening Star” zatonął podczas sztormu w wybrzeży Georgii, w wyniku czego zginęło 266 spośród 278 osób na pokładzie.
  - Podpisano pokój wiedeński kończący wojnę austriacko-włoską, na mocy którego Włochy odzyskały Wenecję.
- 1883 – W Berlinie odbyła się premiera operetki Noc w Wenecji Johanna Straussa (syna).
- 1884 – W Kopenhadze spłonął dawny królewski zamek Christiansborg.
- 1893 – Rifenowie zaatakowali hiszpańską enklawę Melilla w Maroku, co doprowadziło do wybuchu wojny hiszpańsko-marokańskiej.
- 1897 – Aleksandros Zaimis został premierem Grecji.
- 1899 – Sąd arbitrażowy w Paryżu przyznał Gujanie 90% powierzchni spornego z Wenezuelą terytorium Essequibo.
- 1900 – W Birmingham odbyło się pierwsze publiczne wykonanie oratorium Sen Gerontiusa z muzyką Edwarda Elgara i librettem Johna Henry’ego Newmana.
- 1904 – Niemiecki astronom Paul Götz odkrył planetoidę (545) Messalina.
- 1906 – SOS został przyjęty jako międzynarodowy sygnał ratunkowy.
- 1910 – Austriacki astronom Johann Palisa odkrył planetoidę (703) Noëmi.
- 1911:
  - Johann Palisa odkrył planetoidę (719) Albert.
  - Wojna włosko-turecka: wojska włoskie rozpoczęły ostrzał artyleryjski Trypolisu.
- 1917 – I wojna światowa:
  - Niemiecki okręt podwodny SM UC-14 zatonął po wejściu na minę u wybrzeża belgijskiego, w wyniku czego zginęła cała, 14-osobowa załoga.
  - W koszarach armii rosyjskiej w Dubnie na Wołyniu wybuchł bunt, stłumiony następnego dnia.
- 1918:
  - Borys III został carem Bułgarii.
  - Maximilian von Baden został kanclerzem Cesarstwa Niemieckiego i premierem Prus.
  - Na Morzu Irlandzkim zderzyły się płynące bez świateł i w różnych konwojach brytyjskie statki SS „City of Calcutta” i SS „Burutu”, który zatonął wraz z 160 osobami, w tym kapitanem.
  - Premiera niemieckiego horroru niemego Oczy mumii Ma w reżyserii Ernsta Lubitscha.
- 1919:
  - Opublikowano tzw. Raport Morgenthaua z pobytu w Polsce amerykańskiej misji rządowej mającej zbadać doniesienia o pogromach na Żydach.
  - Zwodowano japoński niszczyciel „Okikaze”.
- 1920 – Diego Manuel Chamorro wygrał wybory prezydenckie w Nikaragui.
- 1925 – Zwodowano amerykański lotniskowiec USS „Lexington”.
- 1926:
  - Premiera amerykańskiego filmu Kusicielka w reżyserii Freda Niblo i Mauritza Stillera.
  - Słowacki speleolog Ján Majko odkrył jaskinię Domica, będącą słowacką częścią leżącej na granicy z Węgrami największej w Krasie Słowacko-Węgierskim jaskini Baradla.
- 1928 – Francuski okręt podwodny „Ondine” zatonął wraz z całą, 43-osobową załogą po przypadkowym staranowaniu przez grecki parowiec „Aikaterini Gouloudris” nieopodal hiszpańskiego Vigo.
- 1929:
  - Królestwo Serbów, Chorwatów i Słoweńców zostało przemianowane na Jugosławię.
  - Wielka Brytania i ZSRR wznowiły stosunki dyplomatyczne.
- 1931 – Założono turecki bank centralny.
- 1932 – Irak uzyskał niepodległość (od Wielkiej Brytanii).
- 1933 – Nieznany napastnik oddał dwa niecelne strzały w kierunku opuszczającego budynek parlamentu kanclerza Austrii Engelberta Dollfußa.
- 1935 – Włochy dokonały inwazji na Abisynię.
- 1936 – Hiszpańska wojna domowa: w artykule Dolores Ibárruri w komunistycznej gazecie „Mundo Obrero“ pojawiło się pierwsze znane użycie terminu „piąta kolumna”, przypisane przez autorkę generałowi nacjonalistów Emilio Moli.
- 1938 – W lesie pod Moskwą utworzono pierwszą szkołę radzieckiego wywiadu zagranicznego.
- 1941:
  - Front wschodni: wojska niemieckie zajęły miasto Orzeł.
  - Premiera filmu Sokół maltański w reżyserii Johna Hustona.
- 1942 – Z poligonu w Peenemünde na wyspie Uznam wystrzelono pierwszą rakietę V-2. Był to pierwszy ziemski obiekt, który przekroczył umowną granicę kosmosu.
- 1943 – Kampania śródziemnomorska: rozpoczęła się bitwa o wyspę Kos, zakończona następnego dnia zwycięstwem wojsk niemieckich.
- 1944 – Wojna na Pacyfiku:
  - Amerykański okręt podwodny USS „Seawolf” został prawdopodobnie omyłkowo zatopiony przez niszczyciel USS „Richard M. Rowell” podczas bitwy o Morotai, w wyniku czego zginęła cała, 100-osobowa załoga.
  - Japoński okręt podwodny I-177 został zatopiony przez niszczyciel USS „Samuel S. Miles”, w wyniku czego zginęła cała, 101-osobowa załoga.
- 1945 – W Paryżu została powołana Światowa Federacja Związków Zawodowych (WFTU).
- 1946 – Należący do American Overseas Airlines Douglas DC-4, lecący z międzylądowaniami z Nowego Jorku do Berlina, rozbił się pod Stephenville na Nowej Fundlandii, w wyniku czego zginęło wszystkich 39 osób na pokładzie.
- 1947 – W więzieniu Landsberg pod Monachium powieszono 10 nazistowskich zbrodniarzy skazanych na śmierć w procesie załogi obozu koncentracyjnego Flossenbürg.
- 1950 – Getúlio Vargas wygrał wybory prezydenckie w Brazylii.
- 1952 – Na statku u północno-zachodnich wybrzeży Australii zdetonowano pierwszą brytyjską próbną bombę atomową.
- 1955 – Norodom Sihanouk został po raz piąty premierem Kambodży.
- 1959 – Zwodowano amerykański okręt podwodny z napędem jądrowym USS „Theodore Roosevelt”.
- 1960 – Jânio Quadros wygrał wybory prezydenckie w Brazylii.
- 1962:
  - Walter Schirra jako trzeci Amerykanin odbył lot w kosmos na pokładzie statku Mercury-Atlas 8
  - W Nigerii spadł meteoryt Zagami pochodzenia marsjańskiego.
  - W wyniku eksplozji kotła parowego w budynku New York Telephone Company na Górnym Manhattanie zginęły 23 osoby, a 94 zostały ranne.
- 1963:
  - Huragan Flora uderzył na Haiti, i Dominikanę zabijając ok. 5,5 tys. osób.
  - Prezydent Hondurasu Ramón Villeda Morales został obalony przez armię.
- 1965:
  - Premiera filmu Wstręt w reżyserii Romana Polańskiego.
  - Zakarijja Muhji ad-Din został premierem Egiptu.
- 1966 – Na pustyni Negew w Izraelu otwarto bazę lotniczą Chacerim.
- 1967 – Pilot Pete Knight ustanowił na samolocie rakietowym North American X-15 obowiązujący do dziś rekord prędkości samolotu załogowego (7274 km/h).
- 1968 – W Peru gen. Juan Velasco Alvarado obalił prezydenta Fernando Belaúnde Terry’ego.
- 1969 – Oddano do użytku wieżę telewizyjną w Berlinie Wschodnim.
- 1972 – Wszedł w życie amerykańsko-radziecki Traktat ABM o ograniczeniu systemów antybalistycznych.
- 1976 – Koalicja SPD-FDP wygrała ponownie wybory parlamentarne w RFN.
- 1978 – Odbyły się uroczystości pogrzebowe papieża Jana Pawła I.
- 1980 – 4 osoby zginęły, a 20 zostało rannych w zamachu bombowym na synagogę w Paryżu.
- 1981 – W więzieniu Maze koło Belfastu członkowie IRA zakończyli siedmiomiesięczny strajk głodowy, w trakcie którego zmarło 10 z nich.
- 1982 – Holender Johan Taks dokonał pierwszego wejścia na szczyt siedmiotysięcznika Changtse w Himalajach.
- 1985 – Wahadłowiec Atlantis rozpoczął swoją pierwszą misję.
- 1986 – Doszło do eksplozji i skażenie radioaktywnego na radzieckim okręcie podwodnym K-219 u wybrzeży USA. Jednostka zatonęła 3 dni później.
- 1990 – zjednoczenie Niemiec.
- 1992:
  - Barack Obama poślubił Michelle LaVaughn Robinson.
  - Irlandzka piosenkarka Sinéad O’Connor w trakcie występu w programie telewizyjnym Saturday Night Live, na znak protestu wobec tuszowania skandali pedofilskich wśród księży przez Watykan, podarła zdjęcie Jana Pawła II.

- 1993:

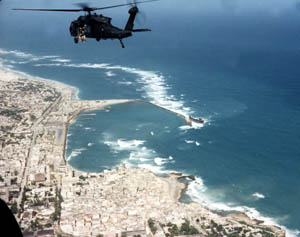
Amerykański śmigłowiec nad stolicą Somalii Mogadiszu (1993)

  - W związku ze starciami między zwolennikami prezydenta i parlamentu, prezydent Boris Jelcyn wprowadził w Rosji stan wyjątkowy.
  - W stolicy Somalii Mogadiszu wojska amerykańskie stoczyły bitwę z bojownikami przywódcy klanowego Mohameda Farraha Aidida.
- 1995:
  - Amerykański futbolista i aktor O.J. Simpson został uniewinniony od zarzutu morderstwa swej byłej żony Nicole i jej kochanka.
  - Prezydent Macedonii Kiro Gligorow został ciężko ranny w zamachu bombowym w Skopju.
- 1999 – Została przyjęta w referendum nowa konstytucja Abchazji.
- 2000 – Pierre Charles został premierem Dominiki.
- 2002 – Po trwającej 22 miesiące renowacji odsłonięto Bramę Brandenburską w Berlinie.
- 2005 – Turcja rozpoczęła negocjacje w sprawie członkostwa w Unii Europejskiej.
- 2006 – Na hurtowym rynku gazu ziemnego w Wielkiej Brytanii ceny po raz pierwszy w historii osiągnęły wartość ujemną, w wyniku czego producenci byli zmuszeni dopłacać odbiorcom, aby pozbyć się nadwyżek towaru. Było to związane z komercyjnym uruchomieniem transportującego gaz z Norwegii gazociągu Langeled.
- 2007 – W zamachu na konwój dyplomatyczny w stolicy Iraku Bagdadzie ranny został polski ambasador Edward Pietrzyk, a 3 osoby, w tym funkcjonariusz Biura Ochrony Rządu, poniosły śmierć.
- 2008:
  - 9 osób (w tym 7 rosyjskich żołnierzy) zginęło w wyniku wybuchu samochodu-pułapki koło rosyjskiej bazy w stolicy Osetii Południowej Cchinwali.
  - Amerykańska Izba Reprezentantów przyjęła tzw. Plan Paulsona.
- 2010 – W I turze wyborów prezydenckich w Brazylii zwyciężyła Dilma Rousseff (46,9%) przed José Serrą (32,6%).
- 2011 – Helle Thorning-Schmidt została pierwszą kobietą-premierem Danii.
- 2013:
  - 15 osób zginęło, a 10 zostało rannych w samobójczym zamachu bombowym w Orakzai w Pakistanie.
  - 366 osób zginęło w wyniku zatonięcia łodzi z afrykańskimi imigrantami u wybrzeży włoskiej wyspy Lampedusa.
  - Gambia wystąpiła ze Wspólnoty Narodów.
- 2014 – Stefan Löfven został premierem Szwecji.
- 2016 – Kersti Kaljulaid jako pierwsza kobieta została wybrana przez parlament na urząd prezydenta Estonii.
- 2019 – Na terenie prefektury policji na Île de la Cité w Paryżu 45-letni Mickaël Harpon zabił nożem kuchennym 4 osoby (3 policjantów i pracownika administracyjnego) oraz ranił 2 kolejne, po czym został zastrzelony.
- 2021 – Międzynarodowe Konsorcjum Dziennikarzy Śledczych (ICIJ) opublikowało zbiór 11,9 miliona dokumentów dotyczących afery Pandora Papers.
- 2023 – 22 osoby zginęły, a 14 zostało rannych w wyniku wypadku autobusu i upadku z wiaduktu w Mestre w regionie Wenecja Euganejska we Włoszech.

## Urodzili się
- 1292 – Eleanor de Clare, angielska arystokratka (zm. 1337)
- 1373 – (między 3 października a 18 lutego 1374) Jadwiga Andegaweńska, król Polski, święta (zm. 1399)
- 1390 – Humphrey Lancaster, angielski książę (zm. 1447)
- 1458 – Kazimierz Jagiellończyk, polski królewicz, święty (zm. 1484)
- 1554 – Fulke Greville, angielski pisarz (zm. 1628)
- 1577 – Fortunio Liceti, włoski lekarz, filozof, naukowiec (zm. 1657)
- 1590 – Anna pomorska, księżniczka pomorska (zm. 1660)
- 1610 – Gabriel Lalemant, francuski jezuita, misjonarz, męczennik, święty (zm. 1649)
- 1627 – Onorio Marinari, włoski malarz (zm. 1715)
- 1631 – Sebastian Anton Scherer, niemiecki kompozytor, organista (zm. 1712)
- 1646 – Joseph Parrocel, francuski malarz (zm. 1704)
- 1651 – Franciszek Poniatowski, polski szlachcic, cześnik wyszogrodzki, łowczy podlaski, dziadek Stanisława Augusta (zm. 1691)
- 1687 – Michał Wodzicki, polski duchowny katolicki, biskup przemyski (zm. 1764)
- 1699 – Friedrich von Dreger, pruski urzędnik, historyk (zm. 1750)
- 1705 – Jacques-Joachim Trotti, francuski arystokrata, dyplomata (zm. 1759)
- 1706 – Jerzy Wojciech Heide, polski duchowny katolicki, kronikarz (zm. 1765)
- 1713 – Antoine Dauvergne, francuski kompozytor, skrzypek (zm. 1797)
- 1716 – Giovanni Battista Beccaria, włoski zakonnik, fizyk, wykładowca akademicki (zm. 1781)
- 1720 – Johann Peter Uz, niemiecki poeta, prawnik, sędzia (zm. 1796)
- 1742 – Anders Jahan Retzius, szwedzki botanik, entomolog, chemik, wykładowca akademicki (zm. 1821)
- 1755 – George Legge, brytyjski arystokrata, polityk (zm. 1810)
- 1761 – Dirk van Hogendorp, holenderski generał, dyplomata (zm. 1822)
- 1762 – Anton Bernolák, słowacki duchowny katolicki, językoznawca (zm. 1813)
- 1763 – Matka od św. Ludwika, francuska zakonnica, błogosławiona (zm. 1825)
- 1772:
  - Alojzy Kaufmann, morawski prawnik, burmistrz Cieszyna (zm. 1847)
  - Jean-Charles François de Ladoucette, francuski arystokrata, działacz gospodarczy, polityk (zm. 1848)
- 1784:
  - Johann Karl Ehrenfried Kegel, niemiecki agronom, podróżnik (zm. 1863)
  - Louise Lehzen, niemiecka guwernantka królowej Wiktorii (zm. 1870)
- 1790 – John Ross, wódz Czirokezów (zm. 1866)
- 1791 – Heinrich Abegg, niemiecki kupiec, polityk, filantrop (zm. 1868)
- 1792:
  - Józef Dionizy Minasowicz, polski poeta, tłumacz, teoretyk literatury, prawnik (zm. 1849)
  - Francisco Morazán, honduraski polityk, prezydent Hondurasu, Zjednoczonych Prowincji Ameryki Środkowej i Kostaryki (zm. 1842)
- 1797 – Leopold II, wielki książę Toskanii (zm. 1870)
- 1800 – George Bancroft, amerykański historyk, dyplomata (zm. 1891)
- 1802 – (lub 1803) John Gorrie, amerykański lekarz, pionier w dziedzinie chłodnictwa (zm. 1855)
- 1803 – Paul Huet, francuski malarz, rysownik (zm. 1869)
- 1804 – Allan Kardec, francuski naukowiec, teoretyk i kodyfikator spirytyzmu (zm. 1869)
- 1813 – Moritz Wagner, niemiecki podróżnik, zoolog (zm. 1887)
- 1814 – Hervé Faye, francuski astronom (zm. 1902)
- 1816 – Lajos Haynald, węgierski duchowny katolicki, biskup Siedmiogrodu, arcybiskup metropolita Kalocsy, kardynał (zm. 1891)
- 1824 – Sam Browne, brytyjski generał (zm. 1901)
- 1827 – Pasquale Villari, włoski historyk, polityk (zm. 1917)
- 1830 – Albert Günther, brytyjski zoolog pochodzenia niemieckiego (zm. 1914)
- 1832 – Lina Sandell, szwedzka poetka, pisarka, autorka hymnów protestanckich (zm. 1903)
- 1838 – Józef Rivoli, polski leśnik (zm. 1926)
- 1843 – Luke Fildes, brytyjski malarz, ilustrator (zm. 1927)
- 1846:
  - Samuel Jean de Pozzi, francuski chirurg, ginekolog (zm. 1918)
  - James Jackson Putnam, amerykański neurolog, psychiatra, psychoanalityk (zm. 1918)
- 1848 – Alojzy Talamoni, włoski duchowny katolicki, błogosławiony (zm. 1926)
- 1850 – Franciszek Rychnowski, polski przedsiębiorca, inżynier, fizyk, fotograf, wynalazca (zm. 1929)
- 1851 – Witold Urbański, polski malarz, pedagog (zm. 1907)
- 1852 – Charles Cripps, brytyjski arystokrata, polityk (zm. 1941)
- 1853 – Karol Dittrich junior, niemiecki przemysłowiec (zm. 1918)
- 1854 – Hermann von Struve, rosyjski astronom, matematyk pochodzenia niemieckiego (zm. 1920)
- 1858 – Eleonora Duse, włoska aktorka (zm. 1924)
- 1861 – František Drtina, czeski filozof, filolog, pedagog (zm. 1925)
- 1862 – Ludwik Tunkel, śląski duchowny katolicki, działacz społeczny (zm. 1941)
- 1867 – Pierre Bonnard, francuski malarz (zm. 1947)
- 1868 – Antonín Chráska, czeski teolog protestancki, tłumacz (zm. 1953)
- 1869 – Alfred Flatow, niemiecki gimnastyk (zm. 1942)
- 1873 – Serafino Cimino, włoski duchowny katolicki, arcybiskup, nuncjusz apostolski (zm. 1928)
- 1875 – Berthold Friedrich Moritz, polski polityk, poseł na Sejm RP pochodzenia niemieckiego (zm. 1939)
- 1877:
  - Edward Cetnarowski, polski ginekolog (zm. 1933)
  - Karl Theodor Fahr, niemiecki patolog (zm. 1945)
- 1879:
  - Franciszek Gontarski, polski kamieniarz uprawiający rzemiosło artystyczne (zm. 1925)
  - Warner Oland, szwedzko-amerykański aktor (zm. 1938)
- 1880 – Edward Cockayne, brytyjski lekarz, entomolog (zm. 1956)
- 1881:
  - Ludomir Michał Rogowski, polski kompozytor, dyrygent (zm. 1954)
  - Adolf Taimi, fiński polityk komunistyczny (zm. 1955)
  - Mychajło Wozniak, ukraiński historyk literatury, wykładowca akademicki (zm. 1954)
- 1882:
  - A.Y. Jackson, kanadyjski malarz (zm. 1974)
  - Julian Krzewiński, polski aktor, pisarz (zm. 1943)
  - Karol Szymanowski, polski kompozytor, pianista, pedagog, pisarz (zm. 1937)
- 1883 – Dmytro Manuilski, ukraiński i radziecki polityk (zm. 1959)
- 1884 – Bronisław Polityński, polski major piechoty (zm. 1977)
- 1885:
  - Langley Collyer, amerykański syllogoman (zm. 1947)
  - Luciano Savorini, włoski gimnastyk (zm. 1964)
- 1886 – Alain-Fournier, francuski pisarz (zm. 1914)
- 1889 – Carl von Ossietzky, niemiecki dziennikarz, pisarz, pacyfista, laureat Pokojowej Nagrody Nobla (zm. 1938)
- 1890 – Henning Olsen, norweski łyżwiarz szybki (zm. 1975)
- 1892 – Walerian Wojtulewicz, polski kapitan piechoty (zm. 1932)
- 1893:
  - Edmund Kosicki, polski porucznik rezerwy, lekkoatleta, długodystansowiec, sędzia piłkarski (zm. 1970)
  - Tadeusz Krotke, polski aktor, dyrektor teatru (zm. 1957)
  - Nafija Sarajlić, bośniacka pisarka (zm. 1970)
  - Roman (Tang), rosyjski biskup prawosławny pochodzenia estońskiego (zm. 1963)
- 1894:
  - Gertrude Berg, amerykańska aktorka (zm. 1966)
  - Walter Warlimont, niemiecki generał (zm. 1976)
- 1895:
  - Julius Arigi, austriacki pilot wojskowy, as myśliwski (zm. 1981)
  - Siergiej Jesienin, rosyjski poeta (zm. 1925)
- 1896:
  - Gerardo Diego, hiszpański poeta, muzyk, historyk literatury (zm. 1987)
  - Stanisław Tatar, polski generał brygady (zm. 1980)
- 1897 – Louis Aragon, francuski prozaik, poeta (zm. 1982)
- 1898:
  - Leo McCarey, amerykański reżyser, scenarzysta i producent filmowy (zm. 1969)
  - Piotr Rehbinder, rosyjski fizyk, chemik, wykładowca akademicki (zm. 1972)
  - Adolf Reichwein, niemiecki historyk, pedagog, działacz opozycji antyhitlerowskiej (zm. 1944)
  - Simon Segal, polsko-francuski malarz pochodzenia żydowskiego (zm. 1969)
- 1899 – Louis Trolle Hjelmslev, duński językoznawca, wykładowca akademicki (zm. 1965)
- 1900:
  - Helena Uszyńska-Prawecka, polska aktorka (zm. 1955)
  - Thomas Clayton Wolfe, amerykański pisarz (zm. 1938)
- 1901:
  - Franciszek Carceller Galindo, hiszpański zakonnik, błogosławiony (zm. 1936)
  - Linn Farish, amerykański rugbysta, geolog, major (zm. 1944)
  - Jean Grémillon, francuski reżyser filmowy (zm. 1959)
  - František Halas, czeski poeta, tłumacz (zm. 1949)
  - Arvid Laurin, szwedzki żeglarz sportowy (zm. 1998)
  - Siergiej Tiulpanow, radziecki generał major, profesor nauk ekonomicznych (zm. 1984)
- 1902:
  - Artur da Costa e Silva, brazylijski wojskowy, polityk, prezydent Brazylii (zm. 1969)
  - Franciszek Mróz, polski generał brygady, działacz komunistyczny (zm. 1988)
- 1903:
  - Aleksandra Dranka, polska superstulatka (zm. 2014)
  - Ludwika Mosler, polska historyk pochodzenia żydowskiego (zm. 1990)
  - Wim Tap, belgijski piłkarz (zm. 1979)
- 1904:
  - Franciszek Parcer, polski pedagog, radny, działacz społeczny i oświatowy (zm. 1967)[5]
  - Charles Pedersen, amerykański chemik, laureat Nagrody Nobla pochodzenia norwesko-japońskiego (zm. 1989)
- 1905:
  - Piotr Antropow, radziecki polityk (zm. 1979)
  - Władysław Czapliński, polski historyk, wykładowca akademicki (zm. 1981)
- 1906:
  - Zofia Jerzmanowska, polska chemik, farmaceutka (zm. 1999)
  - Franciszek Masiak, polski rzeźbiarz (zm. 1993)
  - Mieczysław Tykwiński, polski działacz socjalistyczny, żołnierz PN i AK, uczestnik powstania warszawskiego (zm. 1983)
- 1907 – Tadeusz Becela, polski działacz komunistyczny, pisarz (zm. 1992)
- 1908:
  - Şaja Batyrow, turkmeński i radziecki polityk (zm. 1965)
  - Aníbal Muñoz Duque, kolumbijski duchowny katolicki, arcybiskup Bogoty, kardynał (zm. 1987)
  - Czesław Roszkowski, polski aktor (zm. 1978)
- 1909 – Ernst Kalwitzki, niemiecki piłkarz, trener (zm. 1991)
- 1910:
  - William D’Amico, amerykański bobsleista (zm. 1984)
  - Jaime García Cruz, hiszpański jeździec sportowy (zm. 1959)
  - Anna Luchter, polska mikrobiolog, wykładowczyni akademicka (zm. 1976)
  - Andrzej Waksmundzki, polski chemik, wykładowca akademicki (zm. 1998)
- 1911:
  - Ljubiša Broćić, serbski piłkarz, trener (zm. 1995)
  - Harro Dicks, niemiecki reżyser operowy (zm. 2013)
  - Hans Hauser, austriacki narciarz alpejski (zm. 1974)
  - Michael Hordern, brytyjski aktor (zm. 1995)
- 1912 – Jolanta Manteufflówna, polska lekkoatletka, sprinterka, skoczkini wzwyż, ginekolog-położnik (zm. 1986)
- 1913:
  - Anastasio Alberto Ballestrero, włoski duchowny katolicki, arcybiskup Bari, arcybiskup metropolita Turynu, kardynał, Sługa Boży (zm. 1998)
  - Leonard Piątek, polski piłkarz (zm. 1967)
- 1914:
  - Włodzimierz Berutowicz, polski prawnik, polityk, minister sprawiedliwości, pierwszy prezes Sądu Najwyższego (zm. 2004)
  - (lub 2 października) Jan Nowak-Jeziorański, polski polityk, politolog, dziennikarz, publicysta, żołnierz AK, dyrektor Radia Wolna Europa (zm. 2005)
  - Severino Rigoni, włoski kolarz szosowy i torowy (zm. 1992)
  - Ferdynand Wójcik, polski aktor (zm. 1980)
- 1915:
  - Anthony Forwood, brytyjski aktor (zm. 1988)
  - Alfons Senger, polski chirurg (zm. 1991)
- 1916:
  - Hans Wilhelm Haussig, niemiecki orientalista, bizantynolog, wykładowca akademicki (zm. 1994)
  - James Herriot, szkocki weterynarz, pisarz (zm. 1995)
  - Frank Pantridge, północnoirlandzki kardiolog (zm. 2004)
- 1917 – Odd Lundberg, norweski łyżwiarz szybki (zm. 1983)
- 1918:
  - Pawieł Dankiewicz, radziecki generał pułkownik (zm. 1988)
  - Milton Gordon, amerykański socjolog (zm. 2019)
- 1919:
  - James M. Buchanan, amerykański ekonomista, laureat Nagrody Banku Szwecji im. Alfreda Nobla w dziedzinie ekonomii (zm. 2013)
  - Werner Goldberg, niemiecki żołnierz pochodzenia żydowskiego (zm. 2004)
  - Jean Lefebvre, francuski aktor (zm. 2004)
  - Kazimierz Piechowski, polski żołnierz AK, uciekinier z obozu Auschwitz-Birkenau (zm. 2017)
  - Ludomir Stasiak, polski ekonomista, polityk, sekretarz Rady Państwa (zm. 2001)
- 1920:
  - Jadwiga Brześniowska, polska lekkoatletka, siatkarka (zm. 1993)
  - Jiří Louda, czeski heraldyk, weksylolog, grafik, pułkownik (zm. 2015)
- 1921:
  - Jewgienij Kungurcew, radziecki generał major lotnictwa (zm. 2000)
  - Edilbert Razafindralambo, madagaskarski prawnik (zm. 2006)
  - Oldřich Wenzl, czeski poeta, tłumacz pochodzenia żydowskiego (zm. 1969)
- 1922:
  - Mieczysław Klimaj, polski trener i sędzia koszykarski (zm. 2017)
  - Włodzimierz Rybka, polski podporucznik, żołnierz AK, uczestnik powstania warszawskiego (zm. 1944)
- 1923:
  - Robert Fitzgerald, amerykański łyżwiarz szybki (zm. 2005)
  - Edward Oliver LeBlanc, dominicki polityk, premier Dominiki (zm. 2004)
  - Stanisław Skrowaczewski, polski kompozytor, dyrygent (zm. 2017)
- 1924:
  - Manuel Edmilson da Cruz, brazylijski duchowny katolicki, biskup Limoeiro do Norte
  - Irena Jarosińska-Małek, polska artystka fotograf, fotoreporterka (zm. 1996)
  - Arkadij Worobjow, rosyjski sztangista (zm. 2012)
- 1925:
  - Reidar Dørum, norweski piłkarz (zm. 2014)
  - Gore Vidal, amerykański prozaik, dramaturg, scenarzysta filmowy, polityk (zm. 2012)
- 1926:
  - Mirosław Frančić, polski historyk, wykładowca akademicki (zm. 2004)
  - Kazimierz Trznadel, polski pułkownik, nefrolog, wykładowca akademicki (zm. 2016)
- 1927:
  - Hans Andresen, duński kolarz szosowy i torowy (zm. 2014)
  - Igor Tałankin, rosyjski reżyser i scenarzysta filmowy (zm. 2010)
- 1928:
  - Eric Bruhn, duński tancerz baletowy, choreograf, aktor (zm. 1986)
  - Christian d’Oriola, francuski florecista (zm. 2007)
  - Shridath Ramphal, gujański polityk, dyplomata, minister spraw zagranicznych, sekretarz generalny Wspólnoty Narodów (zm. 2024)
  - Alvin Toffler, amerykański socjolog, futurolog, pisarz pochodzenia żydowskiego (zm. 2016)
  - Kåre Willoch, norweski ekonomista, polityk, minister handlu, premier Norwegii (zm. 2021)
- 1929:
  - Adam Skoczylas, polski taternik, alpinista, himalaista, pisarz (zm. 1966)
  - Bert Stern, amerykański fotograf (zm. 2013)
- 1930:
  - Zbigniew Stawarz, polski aktor (zm. 1993)
  - Senji Yamaguchi, japoński działacz społeczny (zm. 2013)
- 1931:
  - Samir Amin, egipski ekonomista marksistowski, socjolog, politolog (zm. 2018)
  - Jiří Feureisl, czeski piłkarz (zm. 2021)
  - Glenn Hall, kanadyjski hokeista
- 1932:
  - Mircea Drăgan, rumuński reżyser filmowy (zm. 2017)
  - Paulo Mendo, portugalski neurolog, neuroradiolog, polityk, minister zdrowia (zm. 2025)
  - Thomas Murphy, amerykański duchowny katolicki, arcybiskup Seattle (zm. 1997)
- 1933:
  - Neale Fraser, australijski tenisista (zm. 2024)
  - Cezar Korolenko, rosyjski psychiatra (zm. 2020)
  - Wojciech Łączkowski, polski prawnik, adwokat, sędzia Trybunału Konstytucyjnego, przewodniczący Państwowej Komisji Wyborczej (zm. 2023)
  - Abdon Pamich, włoski lekkoatleta chodziarz
  - Bożena Pestka, polska lekkoatletka, biegaczka średniodystansowa
- 1934:
  - Michał Czajkowski, polski duchowny katolicki, ekumenista, teolog, publicysta, profesor nauk teologicznych (zm. 2025)
  - José Manuel Quina, portugalski żeglarz sportowy
  - Ian Sinfield, australijski lekkoatleta, długodystansowiec (zm. 2010)
  - Stefan Stankiewicz, polski malarz, rysownik
- 1935:
  - Charles Duke, amerykański pilot wojskowy, astronauta
  - Armen Dżigarchanian, ormiański aktor (zm. 2020)
  - Nina Protczenko, radziecka lekkoatletka, skoczkini w dal
- 1936:
  - Jan Kačer, czeski aktor (zm. 2024)
  - Wiktor Kanewski, ukraiński piłkarz, trener (zm. 2018)
  - Amr Musa, egipski dyplomata
  - Steve Reich, amerykański kompozytor
  - Irineu Silvio Wilges, brazylijski duchowny katolicki, biskup Cachoeira do Sul (zm. 2022)
- 1937:
  - Milan Brujić, serbski pisarz, scenarzysta filmowy (zm. 2009)
  - Vincent Chin, jamajski producent muzyczny (zm. 2003)
  - Wolfgang Nußbaumer, austriacki przedsiębiorca, polityk
- 1938:
  - Eddie Cochran, amerykański piosenkarz, gitarzysta (zm. 1960)
  - Tereza Kesovija, chorwacka piosenkarka
  - Pedro Pablo Kuczynski, peruwiański polityk pochodzenia żydowsko-szwajcarsko-francuskiego, premier i prezydent Peru
  - Alessandro Mazzinghi, włoski bokser (zm. 2020)
- 1939:
  - Chang Sang, południowokoreańska polityk
  - Velibor Vasović, serbski piłkarz, trener (zm. 2002)
- 1940:
  - Andrzej Gronczewski, polski eseista, historyk krytyk i historyk literatury (zm. 2019)
  - Franciszek Kamecki, polski poeta
  - Michael Troy, amerykański pływak (zm. 2019)
  - Franciszek Ziejka, polski historyk literatury, wykładowca akademicki (zm. 2020)
- 1941:
  - Andrea de Adamich, włoski kierowca wyścigowy
  - Chubby Checker, amerykański piosenkarz
  - Witold Orzechowski, polski reżyser filmowy
- 1942:
  - Roberto Perfumo, argentyński piłkarz, trener (zm. 2016)
  - Alan Rachins, amerykański aktor (zm. 2024)
  - Steve Susskind, amerykański aktor (zm. 2005)
- 1943:
  - Jeremiasz (Anchimiuk), polski duchowny prawosławny, arcybiskup wrocławski i szczeciński (zm. 2017)
  - Jeff Bingaman, amerykański polityk, senator
  - Gejza Valent, czeski lekkoatleta, dyskobol (zm. 2024)
- 1944 – Roy Horn, amerykański iluzjonista (zm. 2020)
- 1945:
  - Teresa Borowska, polska pedagog (zm. 2009)
  - Stanisław Gajda, polski językoznawca (zm. 2022)
  - Wiktor Saniejew, gruziński lekkoatleta, trójskoczek (zm. 2022)
  - Afërdita Tusha, albańska strzelczyni sportowa (zm. 2018)
- 1946:
  - Wołodymyr Rybak, ukraiński polityk
  - Andrzej Zimniak, polski pisarz science fiction
- 1947:
  - John Perry Barlow, amerykański poeta, eseista, autor tekstów piosenek (zm. 2018)
  - Richard Bridgeman, brytyjski arystokrata, przedsiębiorca
  - Fred DeLuca, amerykański przedsiębiorca (zm. 2015)
  - Józef Klose, polski piłkarz
  - Tomira Kowalik, polska aktorka (zm. 2025)
  - William Peel, brytyjski arystokrata, polityk
- 1948:
  - Hubert Pirker, austriacki polityk
  - Allyson Schwartz, amerykańska polityk
  - Ademir Ueta, brazylijski piłkarz
  - Ziemowit Wojciechowski, polski florecista
- 1949:
  - Waldemar Achramowicz, polski polityk, samorządowiec marszałek województwa kujawsko-pomorskiego
  - Lindsey Buckingham, amerykański gitarzysta, wokalista, członek zespołu Fleetwood Mac
  - Jovica Đurđić, serbski poeta, prozaik
  - J.P. Dutta, indyjski reżyser, scenarzysta i producent filmowy
  - Julius Kvedaras, litewski piłkarz, trener, działacz sportowy, prezes LFF (zm. 2025)
  - Jim McDaid, irlandzki lekarz, polityk
  - Aleksander Rogożkin, rosyjski reżyser i scenarzysta filmowy (zm. 2021)
  - Stefan Stajkow, bułgarski piłkarz, bramkarz
  - Andrzej Tyszkiewicz, polski generał broni (zm. 2017)
  - Stanisław Zadora, polski polityk, poseł na Sejm RP
- 1950:
  - Sumio Endō, japoński judoka
  - Luděk Macela, czeski piłkarz (zm. 2016)
  - John Patrick Shanley, amerykański dramaturg, reżyser i scenarzysta filmowy
  - Andrzej Szarmach, polski piłkarz
- 1951:
  - Hans Bongartz, niemiecki piłkarz, trener
  - Keb’ Mo’, amerykański wokalista i gitarzysta bluesowy, autor tekstów
  - Miroslava Kopicová, czeska polityk
  - Roman Malek, polski duchowny katolicki, werbista, sinolog (zm. 2019)
  - Stanisław Sienkiewicz, polski rolnik, polityk, poseł na Sejm RP (zm. 2003)
  - Kathryn Sullivan, amerykańska geolog, astronautka
  - Wesmina Szikowa, bułgarska szachistka
  - István Tóth, węgierski zapaśnik
  - Dave Winfield, amerykański baseballista
- 1952:
  - Rosario Livatino, włoski sędzia, Sługa Boży (zm. 1990)
  - Natalia Mărășescu, rumuńska lekkoatletka, biegaczka średnio- i długodystansowa
- 1953:
  - Karen Bass, amerykańska polityk, kongreswoman
  - Mychajło Czeczetow, ukraiński polityk (zm. 2015)
  - Gejza Valent, czeski lekkoatleta, dyskobol
- 1954:
  - Branko Cikatić, chorwacki kick-boxer (zm. 2020)
  - Paweł Sanakiewicz, polski aktor (zm. 2023)
  - Stevie Ray Vaughan, amerykański gitarzysta, członek zespołu Double Trouble (zm. 1990)
  - Piotr Włoch, polski prawnik, samorządowiec, wicemarszałek województwa lubelskiego
- 1955:
  - Francesco Guidolin, włoski piłkarz, trener
  - Miria Turek, polska lekkoatletka, wieloboistka
  - José Daniel Valencia, argentyński piłkarz
  - Allen Woody, amerykański basista, członek zespołów: The Artimus Pyle Band, The Allman Brothers Band i Gov’t Mule (zm. 2000)
- 1956:
  - Hart Bochner, kanadyjski aktor, reżyser filmowy
  - Mieczysław Jurecki, polski basista, kompozytor, aranżer, członek zespołu Budka Suflera
- 1957:
  - Krzysztof Chrobak, polski trener piłkarski
  - Bogdan Hołownia, polski pianista jazzowy
  - Adolfo Horta, kubański bokser (zm. 2016)
  - Azmi Nassar, palestyński piłkarz, trener (zm. 2007)
  - Tomasz Żukowski, polski socjolog, politolog, publicysta, wykładowca akademicki
- 1958:
  - Mariola Abrahamczyk, polska wioślarka
  - Alex Bodry, luksemburski samorządowiec, polityk
  - Waldemar Malicki, polski pianista, popularyzator muzyki
- 1959:
  - Jean-Jacques Démafouth, środkowoafrykański dowódca wojskowy, polityk
  - Cornelia Linse, niemiecka wioślarka
  - Maurizio Lupi, włoski samorządowiec, polityk
  - Greg Proops, amerykański aktor, komik
  - Carmen Russo, włoska aktorka, modelka, piosenkarka
  - Mikałaj Samasiejka, białoruski prawnik, sędzia, polityk
  - Karl Eirik Schjøtt-Pedersen, norweski polityk
  - Jack Wagner, amerykański aktor, piosenkarz
  - Wojciech Walczak, polski psycholog, polityk, urzędnik państwowy, działacz opozycyjny i studencki (zm. 2023)
  - Stefan Zekorn, niemiecki duchowny katolicki, biskup Münster
- 1960:
  - Batyr Berdiýew, turkmeński dyplomata, polityk, minister spraw zagranicznych
  - Pascal Durand, francuski prawnik, polityk, eurodeputowany
  - Elżbieta Gapińska, polska nauczycielka, działaczka samorządowa, polityk, poseł na Sejm RP
- 1961:
  - Ginés Ramón García Beltrán, hiszpański duchowny katolicki, biskup Getafe
  - Ludger Stühlmeyer, niemiecki kierownik muzyczny, kompozytor, kantor katolicki w archidiecezji Bamberg
- 1962:
  - Tamara Czelakowska, polska koszykarka
  - Kim Ki-taik, południowokoreański tenisista stołowy
  - Tommy Lee, amerykański perkusista, członek zespołu Mötley Crüe
  - Ranko Ostojić, chorwacki prawnik, polityk
  - Detlef Schößler, niemiecki piłkarz, trener
  - Franz Schuler, austriacki biathlonista
  - Aleksandra Zawłocka, polska dziennikarka, publicystka, redaktorka
- 1963:
  - Rahym Kurbanmämmedow, turkmeński piłkarz, trener
  - Jarosław Stawiarski, polski polityk, marszałek województwa lubelskiego
  - Ye Rongguang, chiński szachista
- 1964:
  - Jostein Flo, norweski piłkarz
  - Stanisława Gierek-Ciaciura, polska okulistka, wykładowczyni akademicka
  - Anatolij Jemielin, rosyjski hokeista, trener
  - Zbigniew Koniusz, polski pediatra, samorządowiec, polityk, wojewoda świętokrzyski
  - Clive Owen, brytyjski aktor
  - Sławomir Sikora, polski przedsiębiorca, zabójca
  - Takako Takahashi, japońska pianistka
  - Carin C. Tietze, amerykańska aktorka
- 1965:
  - Andrzej Dulas, polski kolarz torowy
  - Stanisław Karwat, polski piłkarz
  - Bogusław Kawecki, polski piłkarz
  - Jan-Ove Waldner, szwedzki tenisista stołowy
- 1966:
  - Anthony Fallah Borwah, liberyjski duchowny katolicki, biskup Gbarngi
  - Robert Kupisz, polski projektant mody, stylista fryzur, tancerz
  - Natalie Raitano, amerykańska aktorka pochodzenia włoskiego
  - Christof Schwaller, szwajcarski curler
- 1967:
  - Grzegorz Gielerak, polski generał broni, profesor doktor habilitowany nauk medycznych
  - Todd McLellan, kanadyjski hokeista, trener
  - Tomasz Nagórka, polski lekkoatleta, płotkarz
  - Artur Szałabawka, polski polityk, samorządowiec, poseł na Sejm RP
  - Lynda Tolbert-Goode, amerykańska lekkoatletka, płotkarka
  - Maura Viceconte, włoska lekkoatletka, maratonka (zm. 2019)
  - Denis Villeneuve, kanadyjski reżyser filmowy
- 1968:
  - Greg Foster, amerykański koszykarz
  - David Norwood, brytyjski szachista, dziennikarz
  - Marko Rajamäki, fiński piłkarz, trener
- 1969:
  - Janel Moloney, amerykańska aktorka
  - Francisco Neves Ferreira, brazylijski duchowny katolicki, biskup Tianguá
  - Tetsuya Ogawa, japoński basista, wokalista, autor tekstów, założyciel i lider zespołu L’Arc-en-Ciel
  - Massimiliano Papis, włoski kierowca wyścigowy
  - Gerhard Schebler, niemiecki szachista
  - Gwen Stefani, amerykańska wokalistka, członkini zespołu No Doubt
  - Magnus Svensson, szwedzki piłkarz
  - Alessandro Zampedri, włoski kierowca wyścigowy
- 1970:
  - Abdul Al-Rozan, saudyjski piłkarz
  - Aldrin Dalipi, albański dziennikarz, samorządowiec
  - Dariusz Drągowski, polski piłkarz
  - Armen Edigarian, polski matematyk, wykładowca akademicki pochodzenia ormiańskiego
  - Paul Valentin Ngobo, kongijski polityk
- 1971:
  - Black Thought, amerykański raper
  - Sean Duffy, amerykański polityk, kongresmen
  - Kevin Richardson, amerykański wokalista, aktor, model, członek zespołu Backstreet Boys
  - Tomasz Steciuk, polski aktor, wokalista
- 1972:
  - Kim Joo-hyuk, południowokoreański aktor (zm. 2017)
  - Michael Nylander, szwedzki hokeista
  - Martin Stenmarck, szwedzki aktor, piosenkarz
- 1973:
  - Neve Campbell, kanadyjska aktorka
  - Angélica Gavaldón, meksykańska tenisistka
  - Lena Headey, brytyjska aktorka
  - Helena Mezenská, słowacka polityk, posłanka do Rady Narodowej
- 1974:
  - Kely Fraga, brazylijska siatkarka
  - Ismet Munishi, kosowski piłkarz, trener
  - Marianne Timmer, holenderska łyżwiarka szybka
- 1975:
  - India.Arie, amerykańska piosenkarka, autorka tekstów, kompozytorka, producentka muzyczna
  - Talib Kweli, amerykański raper, aktor, kompozytor
  - Alanna Ubach, amerykańska aktorka
- 1976:
  - Carl Beukes, południowoafrykański aktor, model
  - Seann William Scott, amerykański aktor
  - Denys Syłantiew, ukraiński pływak
  - Nii Welbeck, ghański piłkarz
- 1977:
  - Carole Dieschbourg, luksemburska polityk
  - Meftah Ghazalla, libijski piłkarz, bramkarz
  - Władimir Nikołow, bułgarski siatkarz
  - Urszula Zielińska, polska polityk, poseł na Sejm RP
- 1978:
  - Gerald Asamoah, niemiecki piłkarz pochodzenia ghańskiego
  - Katarzyna Doraczyńska, polska polityk, harcerka, działaczka społeczna, pracownik Kancelarii Prezydenta RP (zm. 2010)
  - Claudio Pizarro, peruwiański piłkarz
  - Jake Shears, amerykański wokalista, członek zespołu Scissor Sisters
- 1979:
  - Jerzy Grzechnik, polski aktor, wokalista
  - Josh Klinghoffer, amerykański gitarzysta, członek zespołu Red Hot Chili Peppers
  - Garrett Lowney, amerykański zapaśnik
  - Dennis Störl, niemiecki skoczek narciarski
- 1980:
  - Chris Lee, kanadyjski hokeista
  - Mørland, norweski piosenkarz
  - Héctor Reynoso, meksykański piłkarz
  - Serhij Rutenko, ukraiński zapaśnik
  - Diego Salazar, kolumbijski sztangista
  - Esteban Sirias, kostarykański piłkarz
  - Ivan Turina, chorwacki piłkarz, bramkarz (zm. 2013)
- 1981:
  - Sylwia Bogacka, polska strzelczyni sportowa
  - Zlatan Ibrahimović, szwedzki piłkarz pochodzenia bośniackiego
  - Andreas Isaksson, szwedzki piłkarz, bramkarz
  - Ronald Rauhe, niemiecki kajakarz
- 1982:
  - Erik von Detten, amerykański aktor
  - Viviana Dominkó, argentyńska siatkarka
  - Giselle Itié, brazylijska aktorka
  - Dennis Koehoorn, holenderski didżej, producent muzyczny
  - Emma Pooley, brytyjska kolarka szosowa
  - Melanie Robillard, kanadyjsko-niemiecka curlerka
  - Małgorzata Zadura, polska lekkoatletka, młociarka
- 1983:
  - Tyler Christopher, kanadyjski lekkoatleta, sprinter
  - Fred, brazylijski piłkarz
  - Gábor Hatos, węgierski zapaśnik
  - Meghan Heffern, kanadyjska aktorka
  - Yvonne Meusburger, austriacka tenisistka
- 1984:
  - Jarrod Bannister, australijski lekkoatleta, oszczepnik (zm. 2018)
  - Witold Bańka, polski lekkoatleta, polityk, minister sportu i turystyki
  - Anna Gzyra, polska aktorka
  - Mark Knowles, australijski hokeista na trawie
  - Chris Marquette, amerykański aktor
  - Gary Neal, amerykański koszykarz
  - Anna Pamuła, polska koszykarka
  - Ashlee Simpson, amerykańska piosenkarka, aktorka
  - Gonçalo Uva, portugalski rugbysta
- 1985:
  - Dobromir Dymecki, polski aktor
  - Anna Kryłowa, rosyjska lekkoatletka, trójskoczkini
  - Courtney Lee, amerykański koszykarz
  - Marta Ostrowska, polska siatkarka
- 1986:
  - Lanfia Camara, gwinejski piłkarz
  - Jacob Heinl, niemiecki piłkarz ręczny
  - Adrian Mariappa, jamajski piłkarz
  - Jackson Martínez, kolumbijski piłkarz
  - Wolha Płaszkowa, białoruska wioślarka
  - Oskar Rodriguez, amerykański aktor, model, tancerz pochodzenia portorykańskiego
  - Joonas Suotamo, fiński koszykarz, aktor
- 1987:
  - Johanna Ahlm, szwedzka piłkarka ręczna
  - Robert Grabarz, brytyjski lekkoatleta, skoczek wzwyż pochodzenia polskiego
  - Anna Holmlund, szwedzka narciarka dowolna
  - Zuleyka Rivera, portorykańska modelka, zdobywczyni tytułu Miss Universe
- 1988:
  - A$AP Rocky, amerykański raper
  - Max Giesinger, niemiecki piosenkarz
  - Erika Karkuszewska, polska aktorka
  - Pak Nam-chol, północnokoreański piłkarz
  - Sun Linlin, chińska łyżwiarka szybka, specjalistka short tracku
  - Alicia Vikander, szwedzka tancerka, aktorka
  - Damian Walczak, polski aktor
- 1989:
  - Katarzyna Bednarczyk, polska koszykarka
  - Giorgi Gabedawa, gruziński piłkarz
  - Jānis Kaufmanis, łotewski koszykarz
  - Iva Landeka, chorwacka piłkarka
  - Allison Mayfield, amerykańska siatkarka
  - Aleksiej Nałobin, rosyjski siatkarz
- 1990:
  - Maria Fisker, duńska piłkarka ręczna
  - Tetiana Romanenko, ukraińska piłkarka
  - Jamal Ben Saddik, belgijski kick-boxer pochodzenia marokańskiego
  - Dino Štiglec, chorwacki piłkarz
- 1991:
  - Kyle Collinsworth, amerykański koszykarz
  - Awtandil Ebralidze, gruziński piłkarz
  - Kenny Lala, francuski piłkarz pochodzenia martynikańskiego
  - Henri Schoeman, południowoafrykański triathlonista
  - Aleksandr Szaryczenkow, rosyjski hokeista
- 1992:
  - Lena Gschwendtner, niemiecka siatkarka
  - Jesper Nelin, szwedzki biathlonista
  - Levi Randolph, amerykański koszykarz
  - Zhang Yiwei, chiński snowboardzista
- 1993:
  - Fidan Aliti, albański piłkarz
  - Nils van ’t Hoenderdaal, holenderski kolarz torowy
  - Diego Johannesson, islandzki piłkarz
  - Waża Margwelaszwili, gruziński judoka
  - Michele Morrone, włoski aktor, piosenkarz, model, projektant mody
- 1994:
  - Kepa Arrizabalaga, hiszpański piłkarz, bramkarz narodowości baskijskiej
  - Seth Jones, amerykański hokeista
  - Nuni Omot, kenijski koszykarz
  - London Perrantes, amerykański koszykarz
  - Marcus Walz, hiszpański kajakarz pochodzenia brytyjsko-niemieckiego
- 1995:
  - Jay Andrijic, australijski tenisista
  - Dragan Apić, serbski koszykarz
  - Michael Parsons, amerykański łyżwiarz figurowy
  - Simonas Stankevičius, litewski piłkarz
  - Artiom Zub, rosyjski hokeista
- 1996:
  - Kelechi Iheanacho, nigeryjski piłkarz
  - Simone Sabbioni, włoski pływak
- 1997:
  - Sonia Chahal, indyjska pięściarka
  - Jonathan Isaac, amerykański koszykarz
  - Jin Boyang, chiński łyżwiarz figurowy
  - Jakub Łabojko, polski piłkarz
- 1998:
  - Leonora Colmor Jepsen, duńska łyżwiarka figurowa, trenerka, choreografka, piosenkarka, autorka tekstów
  - Fares Lakel, algierski zapaśnik
  - Hanna Orthmann, niemiecka siatkarka
  - Dmytro Szczerbakow, ukraiński hokeista
- 1999:
  - Samuel Maier, austriacki skeletonista
  - Jewhenij Zwonok, ukraiński kick-boxer (zm. 2022)
- 2000 – Jaziel Martínez, meksykański piłkarz
- 2001:
  - Liel Abada, izraelski piłkarz
  - SoFaygo, amerykański raper, piosenkarz, autor tekstów
  - El Bilal Touré, malijski piłkarz pochodzenia iworyjskiego
- 2002:
  - Mateusz Cierniak, polski żuźlowiec
  - J.D. Davison, amerykański koszykarz
- 2003:
  - Mateusz Chowaniec, polski pływak
  - Callum Doyle, angielski piłkarz
  - Abbosbek Fayzullayev, uzbecki piłkarz
  - Caroline Green, amerykańska łyżwiarka figurowa
  - Lisa Hirner, austriacka skoczkini narciarska, kombinatorka norweska
- 2004 – Noah Schnapp, kanadyjsko-amerykański aktor pochodzenia żydowskiego
- 2006:
  - Josie Johnson, amerykańska skoczkini narciarska
  - Sara Saito, japońska tenisistka

## Zmarli
- 42 p.n.e. – Gajusz Kasjusz Longinus, rzymski wódz (ur. przed 85 p.n.e.)
- 829 – Utto z Metten, niemiecki mnich, błogosławiony (ur. ok. 750)
- 818 – Ermengarda z Hesbaye, królowa frankijska, cesarzowa rzymska (ur. ok. 778)
- 1078 – Izjasław I, książę turowski i nowogrodzki, wielki książę kijowski (ur. ok. 1024)
- 1226 – Franciszek z Asyżu, włoski duchowny katolicki, stygmatyk, założyciel zakonu franciszkanów, święty (ur. ok. 1181)
- 1270 – Adolf I, hrabia Waldeck (ur. ?)
- 1283:
  - Bonagratia z Bolonii, włoski franciszkanin, generał zakonu (ur. ?)
  - Dafydd III ab Gruffydd, książę Walii (ur. 1238)
- 1369 – Małgorzata Maultasch, hrabina Tyrolu (ur. 1318)
- 1466 – Sędziwój Głowacz Leżeński, polski szlachcic, dowódca wojskowy (ur. ok. 1420)
- 1504 – Jan Ambrosii, biskup pomocniczy wrocławski (ur. ?)
- 1513 – Anton Koberger, niemiecki złotnik, drukarz, księgarz (ur. 1440–45)
- 1525 – Sigismondo Gonzaga, włoski kardynał (ur. 1469)
- 1532 – Alfonso de Valdés, hiszpański pisarz (ur. ok. 1490)
- 1559 – Herkules II d’Este, książę Ferrary i Modeny (ur. 1508)
- 1568 – Elżbieta Walezjuszka, księżniczka francuska, królowa Hiszpanii (ur. 1545)
- 1570 – Hieronymus Cock, niderlandzki malarz, rysownik, drukarz, wydawca (ur. 1510)
- 1577 – Henryk IX, hrabia Waldeck-Wildungen (ur. 1531)
- 1587 – Maria Sydonia, księżniczka cieszyńska, księżna legnicka (ur. 1572)
- 1591 – Stanisław Warszewicki, polski jezuita, działacz kontrreformacyjny, tłumacz (ur. ok. 1530)
- 1596 – Florent Chrestien, francuski poeta (ur. 1541)
- 1611:
  - Małgorzata Austriaczka, królowa Hiszpanii i Portugalii (ur. 1584)
  - Charles de Mayenne, francuski książę, dowódca wojskowy (ur. 1554)
- 1623 – Jan Zbigniew Ossoliński, polski polityk, sekretarz królewski, wojewoda podlaski i sandomierski (ur. 1555)
- 1629 – Giorgi Saakadze, gruziński dowódca wojskowy, bohater narodowy (ur. 1580)
- 1649 – Giovanni Diodati, szwajcarski teolog kalwiński (ur. 1576)
- 1652:
  - Krzysztof Chodkiewicz, polski szlachcic, dowódca wojskowy, polityk (ur. ?)
  - Kazimierz Tyszkiewicz, polski szlachcic, polityk (ur. ?)
- 1653 – Marcus Zuerius van Boxhorn, holenderski językoznawca (ur. 1612)
- 1569 – Filibert, margrabia Baden-Baden (ur. 1536)
- 1685:
  - Juan Carreño de Miranda, hiszpański malarz (ur. 1614)
  - Johann Heinrich Roos, niemiecki malarz, grafik (ur. 1631)
- 1696 – Prospero Intorcetta, włoski jezuita, misjonarz, uczony (ur. 1625)
- 1704 – Mateusz Pretoriusz, prusko-polski duchowny ewangelicki i katolicki, teolog, historyk, etnograf, poeta (ur. 1635)
- 1747 – Maciej Mycielski, polski szlachcic, polityk (ur. 1690)
- 1750 – Georg Matthias Monn, austriacki kompozytor, organista (ur. 1717)
- 1776 – Georges Desmarées, niemiecki malarz pochodzenia szwedzkiego (ur. 1697)
- 1780 – Jan Andrzej Borch, polski szlachcic, polityk (ur. 1713)
- 1783 – Antoine-Martin de Chaumont de la Galaizière, francuski prawnik, polityk (ur. 1697)
- 1793 – Fletcher Christian, brytyjski marynarz, przywódca buntu na HMS „Bounty” (ur. 1764)
- 1794 – Iwan Jełagin, rosyjski poeta, historyk, polityk (ur. 1725)
- 1801 – Philippe-Henri de Ségur, francuski dowódca wojskowy, marszałek Francji, polityk (ur. 1724)
- 1810 – Józef Hutten-Czapski, polski hrabia, generał major wojsk koronnych, polityk (ur. 1760)
- 1816 – Jan Jakub Symonowicz, polski duchowny ormiańskokatolicki, arcybiskup lwowski pochodzenia ormiańskiego (ur. 1740)
- 1826 – Jens Baggesen, duński poeta, prozaik (ur. 1764)
- 1838 – Czarny Jastrząb, wódz Sauków i Foxów (ur. 1767)
- 1845 – Stanisław Grabowski, polski hrabia, polityk (ur. 1780)
- 1853 – Johann Gottlieb Lehmann, niemiecki prawnik, polityk (ur. 1781)
- 1860 – Rembrandt Peale, amerykański malarz, pedagog, publicysta (ur. 1778)
- 1862 – James Dundas, brytyjski admirał (ur. 1785)
- 1863 – Jan Marceli Gutkowski, polski duchowny katolicki, biskup janowski, kapelan wojskowy (ur. 1776)
- 1873 – Kintpuash, wódz Modoków (ur. ok. 1837)
- 1877:
  - James Roosevelt Bayley, amerykański duchowny katolicki, arcybiskup metropolita Baltimore i prymas USA (ur. 1814)
  - Rómulo Díaz de la Vega, meksykański wojskowy, polityk, prezydent Meksyku (ur. 1804)
- 1881 – Orson Pratt, amerykański duchowny mormoński (ur. 1811)
- 1883 – Louise von Bose, niemiecka mecenaska nauki i sztuki (ur. 1813)
- 1884 – Hans Makart, austriacki malarz, grafik, dekorator (ur. 1840)
- 1886 – Karol Mikoszewski, polski duchowny katolicki, członek Tymczasowego Rządu Narodowego w powstaniu styczniowym, emigrant (ur. 1832)
- 1891 – Édouard Lucas, francuski matematyk (ur. 1842)
- 1896 – William Morris, brytyjski malarz, rysownik, architekt, pisarz (ur. 1834)
- 1898 – Kamilla von Wimpffen, austriacka śpiewaczka operetkowa, ezoteryczka, filantropka (ur. 1893)
- 1900 – Georg Friedrich Abegg, niemiecki lekarz, filantrop (ur. 1826)
- 1903 – Zygmunt Janowski, polski ziemianin, polityk (ur. 1836)
- 1904 – Charitina Korotkiewicz, rosyjska żołnierka (ur. 1882)
- 1905:
  - José-María de Heredia, francuski poeta pochodzenia kubańskiego (ur. 1842)
  - Walter Wislicenus, niemiecki astronom, wykładowca akademicki (ur. 1859)
  - Józef Zajączkowski, polski malarz, fotograf, naczelnik Łodzi w czasie powstania styczniowego (ur. 1817)
- 1914:
  - Filipp Fortunatow, rosyjski językoznawca, wykładowca akademicki (ur. 1848)
  - René Gâteaux, francuski matematyk, żołnierz (ur. 1889)
- 1916 – Vincenz Czerny, austriacko-niemiecki chirurg (ur. 1842)
- 1917:
  - Władysław Wiktor Czaykowski, polski ziemianin, polityk (ur. 1844)
  - Eduardo Di Capua, włoski kompozytor (ur. 1865)
  - Juliusz Tarnowski, polski ziemianin, przedsiębiorca, działacz oświatowy, polityk (ur. 1864)
- 1918:
  - Casimir Pyrame de Candolle, szwajcarski botanik (ur. 1836)
  - Fritz Höhn, niemiecki pilot wojskowy, as myśliwski (ur. 1896)
- 1921 – Józef Leśniewski, polski generał, polityk, minister spraw wojskowych (ur. 1867)
- 1923 – Aleksandra Czechówna, polska pisarka, pamiętnikarka (ur. 1839)
- 1924:
  - Alois Walde, austriacki językoznawca, wykładowca akademicki (ur. 1869)
  - Władysław Zamoyski, polski hrabia, działacz społeczny (ur. 1853)
- 1925:
  - Gustaw Bisanz, polski architekt pochodzenia niemieckiego (ur. 1848)
  - Matthew H. Sankey, irlandzki inżynier mechanik (ur. 1853)
- 1928 – Ludomir Sawicki, polski geograf, podróżnik, wydawca (ur. 1884)
- 1929 – Gustav Stresemann, niemiecki polityk, minister spraw zagranicznych, kanclerz Niemiec, laureat Pokojowej Nagrody Nobla (ur. 1878)
- 1930 – António Martins, portugalski wszechstronny sportowiec (ur. 1892)
- 1931:
  - Stanisław Goliński, polski botanik, wykładowca akademicki (ur. 1868)
  - Carl Nielsen, duński kompozytor, dyrygent (ur. 1865)
- 1932:
  - Hugo Seydel, pruski polityk (ur. 1840)
  - Max Wolf, niemiecki astronom (ur. 1863)
- 1933 – Eugeniusz (Letica), serbski biskup prawosławny (ur. 1858)
- 1934:
  - Henri Marteau, szwedzki skrzypek pochodzenia francuskiego (ur. 1874)
- 1935:
  - Hermann Krukenberg, niemiecki chirurg (ur. 1863)
  - Mykoła Wasyłenko, ukraiński historyk, polityk, premier Państwa Ukraińskiego (Hetmanatu) (ur. 1866)
- 1936 – Krescencjusz García Pobo, hiszpański kapucyn, męczennik, błogosławiony (ur. 1903)
- 1937:
  - Halina Bruczówna, polska aktorka (ur. ?)
  - Richard Hertwig, niemiecki zoolog (ur. 1850)
  - Iwan Kabakow, radziecki polityk (ur. 1891)
  - Paweł Wołoszyn, białoruski polityk, poseł na Sejm RP (ur. 1891)
- 1938 – Arnošt Hrad, czechosłowacki sierżant (ur. 1914)
- 1939:
  - Heinrich Sahm, niemiecki polityk, dyplomata (ur. 1877)
  - Marian Skrzynecki, polski podpułkownik kawalerii (ur. 1891)
- 1941:
  - Josef Balabán, czechosłowacki podpułkownik, uczestnik ruchu oporu (ur. 1894)
  - Wojciech Czerny, austriacki pediatra, wykładowca akademicki pochodzenia polskiego (ur. 1863)
  - Wilhelm Kienzl, austriacki kompozytor, dyrygent (ur. 1857)
- 1942:
  - Ołeksa Borkaniuk, ukraiński działacz komunistyczny, partyzant (ur. 1901)
  - Ludwik Ćwikliński, polski filolog klasyczny, wykładowca akademicki (ur. 1853)
  - Ewa Łuskina, polska poetka, pisarka (ur. 1879)
- 1943 – Irena Horwath, polska aktorka (ur. 1865)
- 1944 – Władysław Kotwicz, polski językoznawca, orientalista, wykładowca akademicki (ur. 1872)
- 1945 – Roman Żaba, polski generał dywizji (ur. 1864)
- 1947:
  - Konrad Blomberg, niemiecki funkcjonariusz i zbrodniarz nazistowski (ur. 1899)
  - Christian Eisbusch, niemiecki funkcjonariusz i zbrodniarz nazistowski (ur. 1917)
  - Josef Hauser, niemiecki funkcjonariusz i zbrodniarz nazistowski (ur. 1912)
  - Christian Mohr, niemiecki funkcjonariusz i zbrodniarz nazistowski (ur. 1914)
  - Willy Olschewski, niemiecki funkcjonariusz i zbrodniarz nazistowski (ur. 1903)
  - Albert Roller, niemiecki funkcjonariusz i zbrodniarz nazistowski (ur. 1909)
  - Ludwig Schwarz, niemiecki funkcjonariusz i zbrodniarz nazistowski (ur. 1899)
  - Bruno Skierka, niemiecki funkcjonariusz i zbrodniarz nazistowski (ur. 1897)
  - Erhard Wolf, niemiecki funkcjonariusz i zbrodniarz nazistowski (ur. 1899)
  - Josef Wurst, niemiecki funkcjonariusz i zbrodniarz nazistowski (ur. 1920)
- 1948 – Aleksander Domaszewicz, polski pułkownik, neurolog, neurochirurg, działacz niepodległościowy, polityk, poseł na Sejm i senator RP (ur. 1887)
- 1949:
  - Midhat Frashëri, albański pisarz, publicysta, polityk (ur. 1880)
  - John Silén, fiński żeglarz sportowy (ur. 1869)
- 1950 – Pantielejmon Sazonow, rosyjski reżyser filmów animowanych (ur. 1895)
- 1951:
  - Morley Griswold, amerykański polityk (ur. 1890)
  - Józef Jagielski, polski samorządowiec, burmistrz Wieliczki, zesłaniec (ur. 1890)
- 1952 – Alfred Neumann, niemiecki pisarz (ur. 1895)
- 1953:
  - Arnold Bax, brytyjski kompozytor (ur. 1883)
  - Szilárd Bogdánffy, rumuński duchowny katolicki, biskup pomocniczy Satu Mare, błogosławiony pochodzenia węgierskiego (ur. 1911)
  - Florence R. Sabin, amerykańska anatom, wykładowczyni akademicka (ur. 1871)
- 1955:
  - Ossi Blomqvist, fiński łyżwiarz szybki (ur. 1908)
  - Czesław Kulikowski, polski prawnik, dyplomata (ur. 1899)
- 1957:
  - Walter Duranty, brytyjsko-amerykański dziennikarz (ur. 1884)
  - Bernard Maybeck, amerykański architekt pochodzenia niemieckiego (ur. 1862)
  - Lőrinc Szabó, węgierski poeta, tłumacz (ur. 1900)
- 1958:
  - Hans Walter Gruhle, niemiecki psychiatra, wykładowca akademicki (ur. 1880)
  - Margarita Morozowa, rosyjska filantropka, patronka sztuki (ur. 1873)
- 1959 – Stanisław Pochwalski, polski malarz, konserwator zabytków (ur. 1896)
- 1960 – Jan Wysocki, polski rzeźbiarz, medalier, malarz (ur. 1873)
- 1962:
  - Victor Sonnemans, belgijski piłkarz wodny (ur. 1874)
  - Oskar Stuhr, polski adwokat, działacz polityczny, sportowy i społeczny (ur. 1881)
  - Grzegorz Timofiejew, polski poeta, prozaik, tłumacz (ur. 1908)
- 1963 – Bobby McDermott, amerykański koszykarz (ur. 1914)
- 1964 – Abraham Morewski, polski aktor, reżyser filmowy, pisarz, tłumacz pochodzenia żydowskiego (ur. 1886)
- 1965:
  - Cewi Jehuda, izraelski polityk (ur. 1889)
  - Max Picard, szwajcarski pisarz (ur. 1888)
  - Zachary Scott, amerykański aktor (ur. 1914)
- 1966 – Rolf Maximilian Sievert, szwedzki fizyk medyczny (ur. 1896)
- 1967:
  - Pinto Colvig, amerykański aktor wodewilowy i głosowy, scenarzysta, muzyk, klaun cyrkowy (ur. 1892)
  - Woody Guthrie, amerykański pieśniarz folkowy, gawędziarz (ur. 1912)
  - Anatolij Korobow, radziecki polityk (ur. 1907)
  - Malcolm Sargent, brytyjski dyrygent, organista, kompozytor (ur. 1895)
- 1968:
  - Andrzej Marusarz, polski skoczek narciarski, kombinator norweski, trener (ur. 1913)
  - Pierre Mulele, kongijski (zairski) rewolucjonista, komunista (ur. 1929)
  - Nikołaj Szczetinin, radziecki podpułkownik (ur. 1921)
- 1969:
  - Charles Burnell, brytyjski wioślarz (ur. 1876)
  - Skip James, amerykański bluesman (ur. 1902)
  - Jan Kochanowicz, polski aktor, reżyser teatralny (ur. 1879)
- 1970:
  - Wilhelm Fojcik, polski działacz plebiscytowy, polityk, poseł na Sejm RP (ur. 1879)
  - Franciszek Gnyp, polski artysta malarz, nauczyciel, kawaler Orderu Virtuti Militari (ur. 1894)
  - Wiktoria Adelajda ze Szlezwika-Holsztynu, księżna Saksonii-Coburg-Gothy (ur. 1885)
- 1971:
  - Aldo Castellani, włoski patolog, bakteriolog, wykładowca akademicki (ur. 1874)
  - Lester Germer, amerykański fizyk, pilot wojskowy, wspinacz (ur. 1896)
- 1972 – Wim van Heel, holenderski hokeista na trawie (ur. 1922)
- 1973:
  - Renato Anselmi, włoski szablista (ur. 1891)
  - Carl Wilhelm Petersén, szwedzki curler (ur. 1884)
- 1975:
  - Zizi Halama, polska tancerka (ur. 1905)
  - Charles Lacquehay, francuski kolarz torowy i szosowy (ur. 1897)
  - Guy Mollet, francuski polityk, premier Francji (ur. 1905)
- 1976 – Émile Benveniste, francuski lingwista (ur. 1902)
- 1977 – Tay Garnett, amerykański aktor, reżyser, producent i scenarzysta filmowy (ur. 1894)
- 1978:
  - Wasilij Andrianow, radziecki polityk (ur. 1902)
  - Aleksandr Biełow, rosyjski koszykarz (ur. 1951)
  - Szalom Kramer, izraelski krytyk literacki, eseista, redaktor (ur. 1912)
  - Mário Wilson, portugalski piłkarz, trener (ur. 1929)
- 1979 – Nicos Poulantzas, grecko-francuski filozof (ur. 1936)
- 1980:
  - Friedrich Karm, estoński piłkarz (ur. 1901)
  - Albéric O’Kelly de Galway, belgijski szachista (ur. 1911)
  - Armand Swartenbroeks, belgijski piłkarz (ur. 1892)
  - Jerzy Żurawlew, polski pianista, kompozytor, pedagog (ur. 1886)
- 1981:
  - Tadeusz Kotarbiński, polski filozof, logik, etyk, wykładowca akademicki (ur. 1886)
  - Suehiro Nishio, japoński polityk (ur. 1891)
- 1982:
  - Adam Kopyciński, polski dyrygent, kompozytor, pedagog (ur. 1907)
  - Vivien Merchant, brytyjska aktorka (ur. 1929)
  - Kazimierz Zawadzki, polski prawnik, sędzia, polityk, poseł na Sejm PRL, wiceminister sprawiedliwości (ur. 1906)
- 1983 – Miguel Angel Machado Escobar, salwadorski duchowny katolicki, biskup San Miguel (ur. 1897)
- 1985 – Harry Cowans, brytyjski polityk (ur. 1932)
- 1986:
  - August Czarnynoga, polski pisarz, kronikarz, powstaniec śląski (ur. 1905)
  - Witold Jakóbczyk, polski historyk (ur. 1909)
  - Wiktor Krotow, radziecki polityk (ur. 1912)
  - Stanisław Strumph-Wojtkiewicz, polski prozaik, poeta, tłumacz (ur. 1898)
- 1987 – Jean Anouilh, francuski dramaturg, reżyser teatralny (ur. 1910)
- 1988:
  - Siergiej Łosiew, radziecki dziennikarz, polityk (ur. 1927)
  - Franz Josef Strauß, niemiecki polityk, premier Bawarii (ur. 1915)
- 1989:
  - James Bickford, amerykański bobsleista (ur. 1912)
  - Hans Deutgen, szwedzki łucznik (ur. 1917)
  - Anna Łobarzewska, polska botanik, nauczycielka (ur. 1910)
- 1990:
  - Stefano Casiraghi, włoski przedsiębiorca, motorowodniak (ur. 1960)
  - Hans Freudenthal, niemiecko-holenderski matematyk, wykładowca akademicki pochodzenia żydowskiego (ur. 1905)
  - André Grabar, francuski historyk sztuki, archeolog pochodzenia rosyjskiego (ur. 1896)
  - Eleanor Steber, amerykańska śpiewaczka operowa (sopran) (ur. 1914)
  - Andrzej Szefer, polski historyk, wykładowca akademicki (ur. 1930)
- 1991:
  - Mieczysław Ćwikła, polski hokeista, trener (ur. 1951)
  - Maksym Rudczyk, polski rolnik, polityk, poseł na Sejm PRL (ur. 1898)
- 1992 – Ken Wilmshurst, brytyjski lekkoatleta, trójskoczek i skoczek w dal (ur. 1931)
- 1993:
  - Antoni (Bartoszewicz), rosyjski biskup prawosławny (ur. 1910)
  - Virgil Patrick Copas, australijski duchowny katolicki, misjonarz, wikariusz apostolski i arcybiskup Port Moresby, biskup Keremy (ur. 1915)
  - Gary Gordon, amerykański sierżant (ur. 1960)
  - Richard Kowalewski, amerykański starszy szeregowy pochodzenia polskiego (ur. 1973)
  - Randy Shughart, amerykański sierżant (ur. 1958)
- 1994:
  - Lassi Parkkinen, fiński łyżwiarz szybki (ur. 1917)
  - Heinz Rühmann, niemiecki aktor (ur. 1902)
  - Dub Taylor, amerykański aktor (ur. 1907)
- 1995:
  - Plinio Corrêa de Oliveira, brazylijski historyk, pisarz, publicysta, działacz katolicki (ur. 1908)
  - Charles Veach, amerykański pilot wojskowy, astronauta (ur. 1944)
- 1996:
  - Andrzej Bielski, polski aktor (ur. 1934)
  - Palle Lauring, duński pisarz, historyk (ur. 1909)
- 1997:
  - Franciszek Blinowski, polski polityk, poseł na Sejm PRL (ur. 1907)
  - Jarl Kulle, szwedzki aktor (ur. 1927)
- 1998:
  - Ryszard Gąsiorowski, polski szachista (ur. 1935)
  - Roddy McDowall, brytyjski aktor, reżyser i producent filmowy (ur. 1928)
  - Henryk Stawski, polski ekonomista, prawnik, polityk, poseł na Sejm PRL, członek Rady Państwa (ur. 1925)
- 1999:
  - Alastair Hetherington, brytyjski dziennikarz, nauczyciel akademicki (ur. 1919)
  - Akio Morita, japoński przemysłowiec (ur. 1921)
- 2000:
  - Piotr Bąk, polski językoznawca, wykładowca akademicki (ur. 1911)
  - Wojciech Jerzy Has, polski reżyser, scenarzysta i producent filmowy (ur. 1925)
  - Udo Klug, niemiecki piłkarz, trener (ur. 1928)
  - Benjamin Orr, amerykański basista, wokalista, członek zespołu The Cars (ur. 1947)
- 2001:
  - Philip Goldson, belizeński dziennikarz, działacz niepodległościowy, polityk (ur. 1923)
  - Tullio Pane, włoski piosenkarz (ur. 1926)
- 2002 – Bogdan Madej, polski pisarz (ur. 1934)
- 2003:
  - Leopold Malawski, polski ślusarz, polityk, poseł na Sejm PRL (ur. 1918)
  - Gustav Sjöberg, szwedzki piłkarz, bramkarz (ur. 1913)
  - William Steig, amerykański rysownik, autor komiksów pochodzenia polsko-żydowskiego (ur. 1907)
- 2004:
  - Tish Daija, albański muzyk, kompozytor (ur. 1926)
  - Janet Leigh, amerykańska aktorka (ur. 1927)
- 2005:
  - Ronnie Barker, brytyjski aktor, komik (ur. 1929)
  - Janusz Ingarden, polski architekt (ur. 1923)
  - Jerzy Krzywicki, polski historyk filozofii, tłumacz, kierownik Polskiej Sekcji Radia Wolna Europa (ur. 1917)
  - Francesco Scoglio, włoski trener piłkarski (ur. 1941)
  - Bolesław Szadkowski, polski piłkarz (ur. 1945)
  - Helmut Witte, niemiecki komandor podporucznik (ur. 1915)
- 2006:
  - Gwen Meredith, australijska pisarka, scenarzystka (ur. 1907)
  - Peter Norman, australijski lekkoatleta, sprinter (ur. 1942)
- 2007 – Tony Ryan, irlandzki przedsiębiorca (ur. 1936)
- 2008:
  - Mariusz Hermanowicz, polski fotografik (ur. 1950)
  - George Thomson, brytyjski polityk (ur. 1921)
- 2009:
  - Anatolij Kowlagin, radziecki i rosyjski polityk (ur. 1938)
  - John Peverall, brytyjski producent filmowy (ur. 1931)
  - Fatima el-Sharif, ostatnia królowa Libii (ur. 1911)
  - Jerzy Wojnecki, polski piłkarz (ur. 1975)
- 2010:
  - Tadeusz Filipek, polski grafik, malarz (ur. 1957)
  - Piotr Godlewski, polski tłumacz (ur. 1929)
  - Roger Jorgensen, amerykański koszykarz (ur. 1920)
- 2011:
  - Zofia Nasierowska, polska fotografka (ur. 1938)
  - Andrzej Zelenay, polski piłkarz, trener, inżynier (ur. 1927)
- 2012:
  - Leszek Kamiński, polski koszykarz (ur. 1929)
  - Constantin Țoiu, rumuński prozaik, eseista (ur. 1923)
  - Krzysztof Urbański, polski historyk, muzealnik (ur. 1940)
- 2013:
  - Siergiej Biełow, rosyjski koszykarz (ur. 1944)
  - Frank D’Rone, amerykański gitarzysta i wokalista jazzowy (ur. 1932)
  - Bill Eppridge, amerykański fotograf (ur. 1938)
  - Wiktar Iwaszkiewicz, białoruski polityk, związkowiec, dziennikarz (ur. 1959)
  - Masae Kasai, japońska siatkarka (ur. 1934)
  - Witold Jerzy Molicki, polski architekt (ur. 1930)
  - Władysław Rodowicz, polski publicysta i działacz katolicki (ur. 1916)
  - Ángeles Santos Torroella, hiszpańska malarka, graficzka (ur. 1911)
  - Józef Szczublewski, polski teatrolog (ur. 1919)
- 2014:
  - Benedict Groeschel, amerykański duchowny katolicki, rekolekcjonista, psycholog (ur. 1933)
  - Jean-Jacques Marcel, francuski piłkarz (ur. 1931)
  - Lori Sandri, brazylijski piłkarz, trener (ur. 1949)
- 2015:
  - Denis Healey, brytyjski polityk (ur. 1917)
  - Franciszek Walicki, polski dziennikarz muzyczny, autor tekstów piosenek, publicysta, działacz kulturalny (ur. 1921)
- 2016:
  - Marek Dagnan, polski poeta, autor tekstów piosenek (ur. 1937)
  - Andrzej Jendrej, polski żużlowiec (ur. 1938)
  - Mário Wilson, portugalski piłkarz, trener (ur. 1929)
- 2017:
  - Janusz Orbitowski, polski malarz, pedagog (ur. 1940)
  - Dżalal Talabani, iracki polityk narodowości kurdyjskiej, prezydent Iraku (ur. 1933)
  - Gunnar Thoresen, norweski piłkarz (ur. 1920)
- 2018:
  - Alfred Beszterda, polski prawnik, działacz partyjny (ur. 1941)
  - Saak Karapetjan, rosyjski prokurator, urzędnik państwowy (ur. 1960)
  - Leon Lederman, amerykański fizyk, wykładowca akademicki, laureat Nagrody Nobla pochodzenia żydowskiego (ur. 1922)
  - Wacław Sikorski, polski żołnierz AK, członek WiN, uczestnik powstania warszawskiego, więzień polityczny (ur. 1925)
- 2019:
  - Boguchwała Bramińska, polska malarka (ur. 1922)
  - Diogo Freitas do Amaral, portugalski prawnik, wykładowca akademicki, polityk, wicepremier, p.o. premiera Portugalii (ur. 1941)
  - Antoni Janusz, polski biolog, wykładowca akademicki (ur. 1929)
  - Ludwik Kreja, polski chemik, wykładowca akademicki (ur. 1935)
  - Teresa Maryańska, polska paleontolog, wykładowczyni akademicka (ur. 1937)
  - Ignacio Noguer Carmona, hiszpański duchowny katolicki, biskup Guadix i Huelvy (ur. 1931)
- 2020:
  - Leszek Biernacki, polski piłkarz ręczny, trener (ur. 1954)
  - Karel Fiala, czeski śpiewak operowy (tenor), piosenkarz, aktor (ur. 1925)
  - Nicholas Taylor, kanadyjski geolog, przedsiębiorca, polityk (ur. 1927)
- 2021:
  - Blanka Bohdanová, czeska aktorka, malarka (ur. 1930)
  - Alan Grahame, angielski żużlowiec (ur. 1954)
  - Jorge Medina Estévez, chilijski duchowny katolicki, wysoki urzędnik Kurii Rzymskiej, kardynał (ur. 1926)
  - Bernard Tapie, francuski przedsiębiorca, producent telewizyjny, polityk, minister ds. miast, działacz sportowy (ur. 1943)
  - Lars Vilks, szwedzki malarz, rysownik, rzeźbiarz (ur. 1946)
- 2022:
  - Charles Fuller, amerykański dramaturg (ur. 1939)
  - Simon Hallenbarter, szwajcarski biathlonista (ur. 1979)
  - Kim Jung Gi, południowokoreański artysta grafik, rysownik komiksów (ur. 1975)
  - Howard Tripp, brytyjski duchowny katolicki, biskup pomocniczy Southwark (ur. 1927)
  - Jerzy Urban, polski dziennikarz, publicysta, pisarz, satyryk, polityk, redaktor naczelny tygodnika „Nie” (ur. 1933)
  - Florin Zalomir, rumuński szablista (ur. 1981)
- 2023:
  - Nadzieja Artymowicz, polska poetka (ur. 1946)
  - Małgorzata Daniszewska, polska dziennikarka, redaktorka, wydawczyni (ur. 1951)
  - Jean-Pierre Elkabbach, francuski dziennikarz (ur. 1937)
  - Johannes Kühn, niemiecki prozaik, poeta (ur. 1934)
- 2024:
  - Franciszek Aromiński, polski kierowca i pilot rajdowy (ur. 1938)
  - Walter Baumgartner, szwajcarski kolarz torowy i szosowy (ur. 1953)
  - Michel Blanc, francuski aktor (ur. 1952)
  - Mary O’Rourke, irlandzka nauczycielka, polityk, minister zdrowia, minister edukacji (ur. 1937)